# Abborrtjärnen (Haverö socken, Medelpad, 692277-146858)
Abborrtjärnen är en sjö i Ånge kommun i Medelpad som ingår i Ljungans huvudavrinningsområde. Sjöns area är 0,022 kvadratkilometer och den är belägen 287 meter över havet.